# 傑姆申
48°37′22″N 26°49′4″E / 48.62278°N 26.81778°E
傑姆申（烏克蘭語：Демшин），是烏克蘭的村落，位於該國西部赫梅利尼茨基州，由卡緬涅茨-波多利斯基區負責管轄，始建於1638年，面積1.4平方公里，2001年人口739，人口密度每平方公里527.9人。